# Opisthoprora euryptera
Az Opisthoprora euryptera a madarak (Aves) osztályának a sarlósfecske-alakúak (Apodiformes) rendjéhez és a kolibrifélék (Trochilidae) családjához tartozó Opisthoprora nem egyetlen faja.

## Előfordulása
Kolumbia, Ecuador és Peru területén honos. A természetes élőhelye szubtrópusi vagy trópusi hegyi nedves erdők, szubtrópusi vagy trópusi hegyi legelők, hegyvidéki cserjések.

## Külső hivatkozások
- Képek az interneten a fajról
- Internet Bird Collection